# 零之世代
《零之世代》是2019年3月26日發售的生存式第一人稱射擊電子遊戲，遊戲設定在1980年代受到機器人軍團攻擊的瑞典鄉村，扮演瑞典青少年的玩家需要與倖存者一起在機器人軍團的攻擊下生存下去。

## 遊戲玩法
遊戲採用沙盒式玩法，玩家如果沒有徹底摧毀機器人，再次見到它時受到的傷害會繼續存在。機器人軍隊的AI相當豐富，從小型蜘蛛機器人到大型的坦克機器人都有一套專屬的攻擊模式；獵犬型機器人不僅擁有敏感的警覺範圍，還會進行走位並使用機槍壓制、飛撲等方式對付玩家。玩家需要在廣大的開放性世界一邊生存一邊探索，還要跟其他倖存者一起合作對抗機器人。

## 劇情概述

### 背景
遊戲故事設定在1980年代受到瑞典鄉村，機器人軍團在荒野試圖尋找人類並殺死。玩家將扮演一位瑞典青少年，他回到家時發現家裡已成空屋並且被機器人佔領，他需要組成4人小隊互相合作，在廣大的世界中體驗貓捉老鼠的對戰氣氛。

## 發行
遊戲于2019年3月26日發售，超微半導體公司表示新版顯示卡驅動將支持《零之世代》跟《隻狼：暗影雙死》。

## 迴響
|                      | 雪崩工作室發揮了他們擅於打造開放世界的優勢，但可玩性方面就顯得有些空白了 |
| ——網易愛玩，每日頭條 |                                                                          |

歐洲電玩雜誌Gamereactor評論家Ben Kerry表示：「這是一個資源有限、黑暗且無情的世界，各種充滿敵意的機器有時感覺難以戰勝。Avalanche團隊肯定沒有創造出友好的環境，在開始探索並蒐集物資的幾分鐘後，就被巨型機甲與迷你機器人等敵人嚇得一驚一乍。」

網易愛玩在每日頭條發表評論：「雪崩工作室研發的APEX引擎，在2年前發售的《獵人：狂野的呼喚》相比，地貌結構與畫面風格相似，在空無一人的大地上被植物與光影點綴著。只是這一次玩家面對的不是棲息在晨光的生物族群，而是鋼筋鐵骨的機器軍團。《獵人》那片寂靜無人略顯安詳的風格，在《零之世代》中轉換成一種壓抑緊張的氛圍，落葉雜草的風吹草動都可能是下一次進攻的信號，背景中詭異的音樂更是加深這危機四伏的感覺，可以說遊戲在氛圍營造的部分令人滿意；遊戲的地圖不小，但是因為故事設定關係幾乎見不到活人，這讓遊戲顯得沒有生氣。儘管提供了相當大的可探索地圖，可以互動的內容卻少到令人髮指的地步，除了特定建築內的文檔跟錄音檔以外，其他東西都只是死氣沉沉的佈景。而這些布景也很快令人感到煩悶，大量的建築不僅是外觀還是內部都過於雷同，即使走到相隔幾公里外的小鎮，也有種剛剛來過的既視感。在缺乏互動手法的情況下，這種空洞的內容設計消磨了玩家的探索樂趣。」

## 外部連結
- 官方网站（简体中文）